# Benedek Elek műveinek listája
Az alábbi lista Benedek Elek nyomtatásban megjelent műveit tartalmazza, a teljesség igénye nélkül.

## Művek

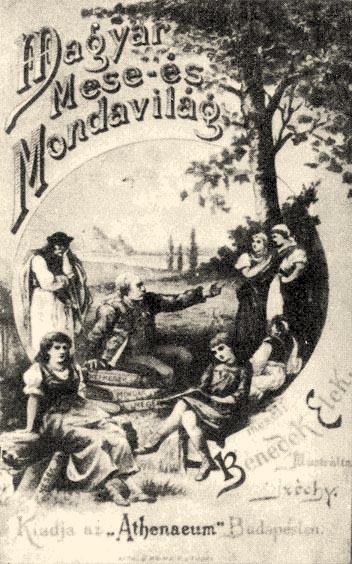
Magyar mese- és mondavilág, 1894

### Életében (1929-ig) megjelent kötetek
- Székelyföldi gyűjtés. Gyűjtötte Kriza János, Orbán Balázs, Benedek Elek és Sebesi Jób. Magyar Népköltési Gyüjtemény III., Budapest, 1882, Athenaeum
- Székely Tündérország. Székely népmesék és balladák. Budapest, 1885, Pallas
- A kollektor. Regény a székely népéletből. Budapest, 1886, Pallas
- Székely mesemondó. Budapest, 1888, Stampfel
- Apa mesél. Mesék és versek. Budapest, 1888
- Világszép mesék. Budapest, 1888, ifj. Nagel Otto
- Karácsonyfa. Budapest, 1889, Singer és Wolfner
- Mesék és történetek. Máramarossziget, 1892, Berger Miksa Kis Könyvtár
- Várhegyi Zoltán. Máramarossziget, 1892, Berger Miksa Kis Könyvtár
- A szabad ég alatt. (Irták: Bársony István, Abonyi Árpád és Benedek Elek). Budapest, 1892 (Benedek Elek Kis Könyvtára, 4.)
- Történetek a gyermekszobából. Budapest, 1893, Pallas
- Huszár Anna. Budapest, 1894, Athenaeum
- Testamentum és hat levél. Budapest, 1894, a szerző saját kiadása
- Csodaszép mesék. Budapest, 1894, Athenaeum
- Magyar mese- és mondavilág. Ezer év meseköltése Szécshy Gyula szövegrajzaival. 1-5. kötet. Budapest, 1894-1896, Athenaeum
- Kismama könyve. Elbeszélések. Budapest, 1895, Singer és Wolfner
- Egy szalmaözvegy levelei. Budapest, 1895, Athenaeum
- A szív könyve. Elbeszélések. 1-2. Budapest, 1895, Athenaeum
- Mesék és elbeszélések. Budapest, 1895, Lampel Robert
- Nagyapóéknál. Egy fiú naplójából. Illusztrálta Mühlbeck Károly. Budapest, 1896, Singer és Wolfner
- A magyar népköltés gyöngyei. A legszebb népdalok gyűjteménye. Budapest, 1896, Athenaeum
- Katalin. Regény fiatal leányok számára. Budapest, 1896, Athenaeum
- Áldozatlángok az új ezredév alapján. Írta: Pártatlan. Budapest, 1896, a szerző sajátja
- Az Athenaeum Mese-könyvtára I-XX. Budapest, 1897–1900
  1. A honfoglalás mondái, 1897
  2. Madármesék, 1897
  3. Pásztormesék, 1898
  4. Vidám mesék, 1898
  5. Csodamesék, 1898
  6. Virágmesék, 1898
  7. Mesék és mondák Mátyás királyról, 1898
  8. Krisztus-legendák, 1898
  9. Hetedhétország ellen, 1898
  10. Apró mesék, 1898
  11. Katonamesék, 1899
  12. Mondák és legendák, 1899
  13. Kalandos mesék, 1899
  14. Székelyföldi mondák és mesék, 1899
  15. Állatmesék, 1899
  16. Bohókás mesék, 1900
  17. Világszép mesék, 1900
  18. Tündérmesék, 1900
  19. Óriások és törpék, 1900
  20. A tatárjárás mondái és egyéb mesék, 1900
- Kis Miklós. Mese. 1898. (Filléres Könyvtár 42.) Budapest, 1900, Singer és Wolfner
- A mesemondó. (Jó Könyvek, 1-2.) Budapest, 1898, Singer és Wolfner
- A magyar nép múltja és jelene. 1-2. Budapest, 1898, Athenaeum. Első kötet Második kötet
- Galambok. Elbeszélések fiatal lányoknak. Budapest, 1898, Athenaeum
- Elbeszélések az állatvilág köréből. Írták: Benedek Elek, Turi M. István, Pósa Lajos és Földes Géza. Budapest, 1898, Grimm Gusztáv
- Csöndes órák. Elmélkedés, hangulat. Budapest, 1899, Athenaeum
- Olvasókönyv a gazdasági ismétlőiskolák számára. Budapest, 1899, Wodianer
- Elek apó meséi I. 1900. (Filléres Könyvtár 79.) Budapest, 1900, Singer és Wolfner
- Édes kicsi gazdám. Elbeszélések. Mühlbeck Károly rajzaival. (Filléres Könyvtár, 89-91) Budapest, 1900, Singer és Wolfner
- Falusi bohémek. Elbeszélések. Budapest, 1900, Singer és Wolfner
- Többsincs királyfi. Magyar népmese három felvonásban gyermekek számára. Budapest, 1901, Lampel
- Uzoni Margit. Regény fiatal lányok számára. Mühlbeck Károly rajzaival. Budapest, 1901, Singer és Wolfner
- Budapesti gyermekek. Elbeszélések. (Benedek Elek Kis Könyvtára, 37.) Budapest, 1901, Lampel
- Apró történetek. Budapest, 1901, Lampel
- Gyermekek és öregek. Budapest, 1901, Lampel
- Történetek öreg emberekről. Budapest, 1901, Lampel
- A mesemondó. Elbeszélés az ifjúság számára. (Filléres Könyvtár 114-116.) Budapest, 1901, Singer és Wolfner
- Szülőföldem. Erdővidéki történetek. (Színes Könyvek, 25.) Budapest, 1904, Singer és Wolfner
- Rügyfakadás. Elbeszélések. (Ifjúsági Könyvek, 11.) Budapest, 1904, Singer és Wolfner
- Elek apó meséi. 1-2 gyűjtemény. (Filléres Könyvtár 193.) Budapest, 1904, Singer és Wolfner
- Fiam lakodalma. Elmondja egy székely asszony. (Monológok, 127.) Budapest, 1904, Singer és Wolfner
- Grimm testvérek meséi. Magyarba átültette B. E. Budapest, 1904, é. n. Franklin Társulat
- Elek apó meséi. 3. gyűjtemény. (Filléres Könyvtár 219.) Budapest, 1904, Singer és Wolfner
- Hazánk története. Budapest, 1905, Athenaeum
- Nagy magyarok élete, 1-13. Budapest, 1905–1914, Athenaeum
- Egy budapesti fiú naplójából. Ifjúsági elbeszélés. (Aranykönyvek) Budapest, 1906, Lampel-Wodianer
- Elemi iskolások olvasókönyve. Budapest, 1906, Lampel
- ABC és olvasókönyv. Budapest, 1906, Franklin
- A székely lakodalom. Színdarab. (Benedek Elek Kis Könyvtára, 99.) Budapest, 1907, Lampel
- Honszerző Árpád. Elbeszélés a honfoglalás idejéből. Ill. Mühlbeck Károly. Budapest, 1907, Lampel
- Bárányfelhők. Elbeszélések. (Egyetemes Regénytár, XXIII. 17.) Budapest, 1907, Singer és Wolfner
- Itt sem volt, ott sem volt. Budapest, 1907, Athenaeum
- Elek apó meséi. 4. gyűjtemény. (Filléres Könyvtár 253.) Budapest, 1907, Singer és Wolfner
- Az arany tulipán és egyéb mesék. Budapest, 1907, Athenaeum
- Világszép Sárkány Rózsa és egyéb tündérmesék. Budapest, 1907, Athenaeum
- Táltos Jankó. Budapest, 1908, Athenaeum
- Kincses bojtár. Budapest, 1908, Athenaeum
- A magyar nemzet története. Budapest, 1908, Athenaeum
- Két gazdag ifjú története. Regény. Budapest, 1909, Singer és Wolfner
- Ezer esztendő. Budapest, 1909, Lampel
- Történeti olvasmányok. Budapest, 1909, Franklin
- Vezérkönyv a magyar szó megtanítására. Írták: Benedek Elek, Kőrösi Henrik és Tomcsányi János. Budapest, 1909, Franklin
- Magyar ABC és olvasókönyv. Írták: Benedek Elek, Kőrösi Henrik és Tomcsányi János. Budapest, 1909, Franklin
- Zsuzsika könyve. Egy serdülő leány naplójából. Ill. Mühlbeck Károly. Budapest, 1910, Athenaeum
- Mesék unokáimnak. Budapest, 1910, (Modern Könyvtár 16-17.)
- Csudalámpa. A világ legszebb meséi. 1-4. Pogány Willy, Ford. H. J. és Kotász Károly rajzaival. Budapest, 1911-1914, Athenaeum
  - Kék mesekönyv, 1911
  - Piros mesekönyv, 1912
  - Arany mesekönyv, 1913
  - Ezüst mesekönyv, 1914
- Az aranyfeszület. Három székely diák története. (Benedek Elek Kis Könyvtára, 128.) Budapest, 1911, Lampel
- A félkezű óriás. (Benedek Elek Kis Könyvtára, 141-142.) Garay Ákos rajzaival. Budapest, 1911, Lampel
- Toldi Miklós. Arany János Toldija nyomán az ifjúság számára írta B. E. Ill. Mühlbeck Károly. Budapest, 1911, Franklin Társulat
- Szent Anna tavától a Czenk-tetőig. Miklós diák útikönyvéből. (Benedek Elek Kis Könyvtára, 129-130.) Budapest, 1911, Lampel
- A sárga csikó. (Benedek Elek Kis Könyvtára, 157-158.) Budapest, 1912, Lampel
- Falusi bohémek. Idill három felvonásban, előjátékkal. Budapest, 1912, Lampel
- Kisbaczoni versek. (Benedek Elek Kis Könyvtára, 170-171.) Budapest, 1913, Lampel
- Itt a vége, fuss el véle (Benedek Elek Kis Könyvtára, 172.) Budapest, 1913, Lampel.
- Szigeti veszedelem. Zrínyi MIklós munkája nyomán az ifjúság számára írta B. E. Budapest, 1914, Franklin
- Magyar népmesék és mondák. Budapest, 1914, Athenaeum
- ABC és olvasókönyv. Budapest, 1914, Franklin, Kerekes József közreműködésével
- Óh, szép ifjúságom!. A régi diákéletből. Márton Ferenc rajzaival. Budapest, 1917, Lampel
- Gyermekszínház, 1-2. (Benedek Elek Kis Könyvtára, 189-190.) Budapest, 1917, Lampel
- Édes anyaföldem! Egy nép s egy ember története, 1-2. Budapest, 1920, Pantheon
- Székely népballadák. Összeállította: B. E. Budapest, 1921, Globus
- Elek nagyapó mesefája. Mesék, versek, tréfás történetek. Budapest, 1921, Lampel
- Öcsike „nadselű” gondolatai. Budapest, 1921, Franklin
- Történetek, mesék a Hargita mellől. Meséli B. E. Budapest, 1921, Franklin
- Petőfi. Szép Erdély ifjúságának. Az Erdélyi Irodalmi Társaság kiadása, Dicsőszentmárton, 1922
- Híres erdélyi magyarok, 1. sorozat: A két Wesselényi, Kőrösi Csoma Sándor. (Cimbora Könyvtár) Satu-Mare (Szatmár), 1922
- Egy székely diák élete. Budapest, 1922, Franklin
- Az élet útján. Budapest, 1922, Franklin
- Az én naptáram. Baraolt, 1923–24, Égető
- Csodavilág. Budapest, 1924, Franklin
- Csili Csali Csalavári csalafintaságai. Goethe, Reineke Fuchs c. műve alapján. Ill.: Fiora Margit. Budapest, 1925, Pantheon
- Gyermekszínház. Cluj – Kolozsvár, 1925, A Magyar Ifjúság Könyvtára. Minerva
- Magyarok története. (A Magyar Nép Könyvtára, 8-9.) Cluj – Kolozsvár, 1925, Minerva
- Öcsike könyve. A nadselű gondolatok első sorozata. Satu-Mare (Szatmár), 1926, Szabadsajtó ny
- Az én első könyvem. Versek és mesék. Budapest, 1926, Pantheon
- Erdélyi népmondák. Cluj – Kolozsvár, 1926, Minerva
- Ezeregyéjszaka legszebb meséi. Budapest, 1926, Hornyánszky nyomda
- Veréb meg Gavallér Jankó kalandjai. Budapest, 1926, Franklin
- A csudafa. Jaschik Álmos színes képeivel. Budapest, 1927, Aczél Testvérek
- Anikó regénye. Mühlbeck Károly rajzaival. Budapest, 1927, Singer és Wolfner
- Öcsike levelei. Budapest, 1927, Globus nyomda
- Állatok mesélnek. Budapest, 1927, Újságüzem
- Figurás-mókás történetek. Budapest, 1927, Franklin
- Kis darabok kicsinyeknek. Budapest, 1927, Gyermekszínház
- Pajkos Peti huncutkodásai. Budapest, 1927, Wodianer
- Pesti gyermek falun. Budapest, 1927, Wodianer
- Mária. Regény levelekben. Mühlbeck Károly rajzaival. Budapest, 1928, Singer és Wolfner
- Aladdin csodalámpája és más mesék az Ezeregyéjszakából. Ill.: Hampel József. Budapest, 1928, (é. n.) Dante
- Benn a házban, kinn a kertben. Budapest, 1928, Franklin
- Gavallér Jankó. Budapest, 1928, Franklin
- Házi állatok és szárnyasok. Budapest, 1928, Franklin
- Öcsike és Maricácska. Budapest, 1928, Franklin
- Ó, de szép a világ. Budapest, 1928, Franklin
- Ének két pajkos fiúcskáról. Budapest, 1928, Franklin
- Panorámás könyv. Budapest, 1928, Franklin
- Szerencsés utat. Budapest, 1928, Franklin
- Vásárolnak a gyerekek. Budapest, 1928, Franklin
- Janó, Juci és Foxi kalandjai. Budapest, 1928, Franklin
- Édesapám falujában. Az én újságom könyve. Budapest, 1929, Franklin

### Halála után megjelent kötetek
- Furulyás Palkó; Móra, Bp., 1973
- Öcsike és az őzike. Versek, történetek, mesék; Creanga, Bucureşti, 1989
- Az én ujságom. Válogatás Benedek Elek és Pósa Lajos gyermeklapjából, 1889–1914; vál., szerk. Csokonai Attila; Skíz, Bp., 1992
- A jégpáncélos vitéz. Képzeletbeli utazás Erdélyben három tucat rege és monda segítségével; vál., szerk. Kemény András; Kairosz, Szentendre, 1998
- "Jézus tanítványa voltam". Válogatás Benedek Elek műveiből; vál., szerk. Szabó Réka; Benedek Béla, Bp., 1999
- Az égig érő fa. Benedek Elek székely népmesegyűjteménye; szöveggond., bev., tájszójegyzék Faragó József; Kriterion, Kolozsvár, 2003
- A magyar nép. A bölcsőtől a sírig; utószó Olosz Katalin; Művelődés, Kolozsvár, 2005
- Az ismeretlen Benedek Elek. Kötetben eddig nem közölt, 1881 és 1892 között írt publicisztikáiból; összegyűjt., jegyz. Perjámosi Sándor, szerk., előszó A. Szála Erzsébet, sajtó alá rend. Gazda István; NYME–Mati, Sopron–Piliscsaba, 2006 (Magyar tudománytörténeti szemle könyvtára)
- Benedek Elek összes meséi, 1-2.; Szukits, Szeged, 2007
- Kisbaconi versek; sajtó alá rend. Bardócz Orsolya; Művelődés, Kolozsvár, 2007
- Az ismeretlen Benedek Elek. Második gyűjtés. Kötetben eddig nem közölt, 1892 és 1910 között írt publicisztikáiból; összegyűjt. Perjámosi Sándor, szerk., előszó A. Szála Erzsébet, sajtó alá rend. Gazda István; NYME–Mati, Sopron–Piliscsaba, 2007 (Magyar tudománytörténeti szemle könyvtára)
- Az ismeretlen Benedek Elek. Harmadik gyűjtés. Kötetben eddig nem közölt, 1911 és 1929 között írt publicisztikáiból; összegyűjt., előszó Perjámosi Sándor, szerk., bev. A. Szála Erzsébet, sajtó alá rend. Gazda István; NYME–Mati, Sopron–Piliscsaba, 2009 (Magyar tudománytörténeti szemle könyvtára)
- Erdélyi sors. Publicisztikai írások 1921–1929; Művelődés–Szentimrei Alapítvány, Kolozsvár–Sztána, 2011 (Sztánai füzetek)
- Kisbaconi versek; sajtó alá rend. Bardócz Orsolya; jav. kiad.; Művelődés, Kolozsvár, 2019
- Szélike királykisasszony; Lazi, Szeged, 2020